# Nieuport 23
Nieuport 23 – francuski jednomiejscowy samolot myśliwski z okresu I wojny światowej.

## Historia

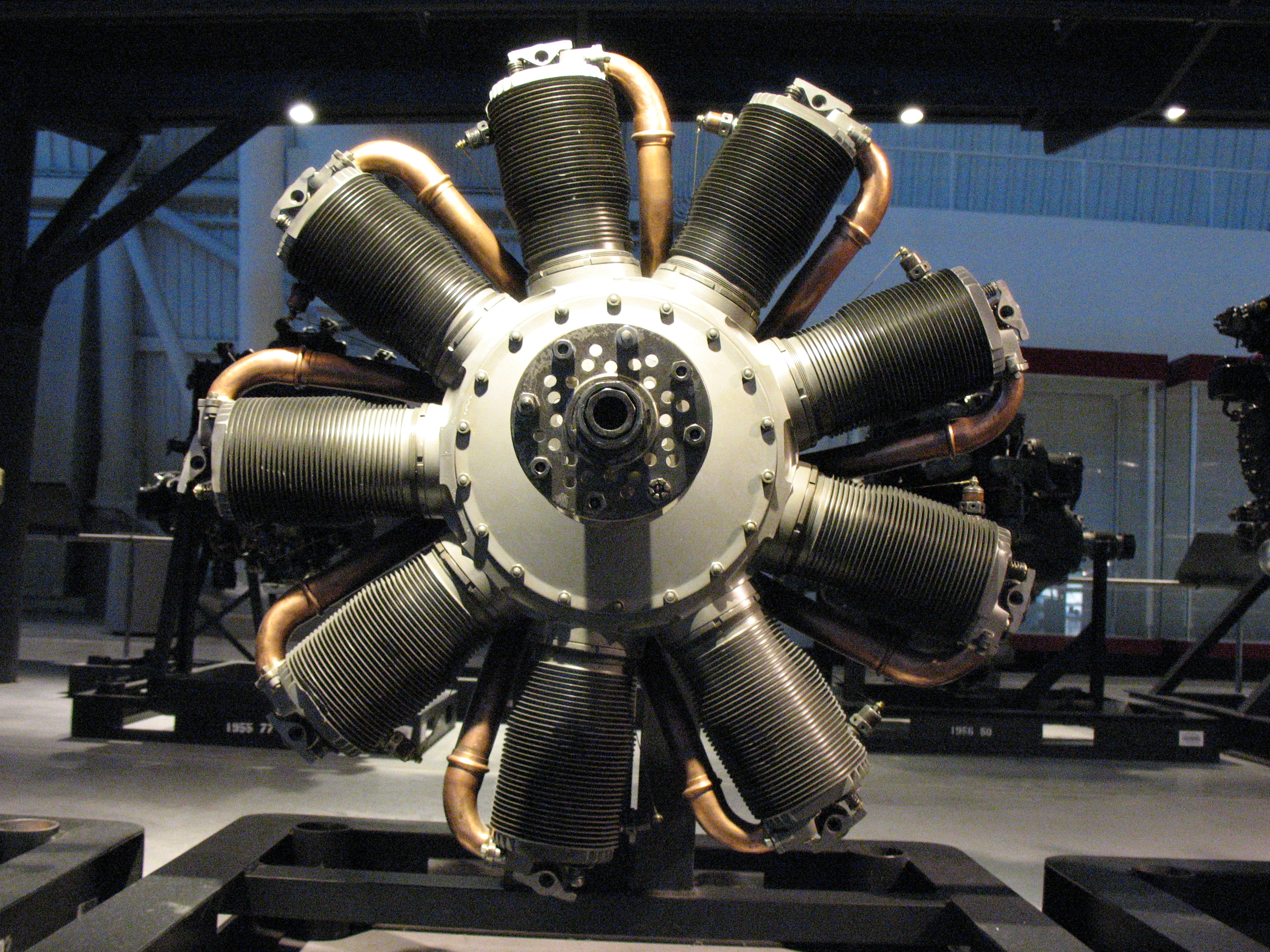
Silnik rotacyjny Le Rhône 9J

Nieuport 23 stanowił wersję rozwojową doskonałego francuskiego myśliwca – Nieuporta 17. Nieuport 23C1, oblatany w 1917 roku, był konstrukcją wytwórni Societe Anonyme des Establissements Nieuport pod kierownictwem inż. Gustawa Delage. Zbudowany w koncepcji półtorapłata (płat dolny ma dużo mniejsze rozmiary niż górny) samolot był niemal identyczny z poprzednikiem  - kadłub przedłużono o 0,6 m, zastosowano mocniejszy napęd - silnik rotacyjny Le Rhône 9Jb o mocy 88 kW (120 KM) oraz staranniej oprofilowano przejście osłony silnika w kadłub. W płatowcu zmieniono też synchronizator karabinu maszynowego na urządzenie systemu Constantinesco, co spowodowało konieczność przemieszczenia uzbrojenia na prawo od osi kadłuba. Wizualnie od Nieuporta 17 różnił się kształtem i odmiennym łączeniem połówek osłony silnika oraz wspomnianym przesunięciem o kilka cm na prawą stronę karabinu maszynowego Vickers.

## Konstrukcja
Był to jednomiejscowy dwupłat konstrukcji mieszanej. Przednią część kadłuba stanowiła kratownica z rur stalowych, zaś tylną kratownica drewniana wzmocniona drutem. Samolot był kryty w większości płótnem (jedynie osłonę silnika wykonano z aluminium). Boki samolotu płaskie, przekrój kadłuba trapezowy. Płaty konstrukcji drewnianej, o płóciennym pokryciu. Drewniane słupki łączące płaty wzmocnione zostały drutami stalowymi, piramidka podtrzymująca płat górny nad kadłubem wykonana została z rurek stalowych. Lotki na płacie górnym, usterzenie płaskie o szkielecie z rurek stalowych, pokryte płótnem, poruszane za pomocą linek. Brak tablicy przyrządów: w różnych częściach kabiny umieszczono busolę, zegar, obrotomierz i wysokościomierz. Podwozie dwukołowe, amortyzowane sznurem gumowym, z tylną płozą ogonową. Śmigło dwułopatowe, drewniane. Napęd stanowił 9-cylindrowy silnik rotacyjny Le Rhône 9Jb o mocy 88 kW (120 KM). Uzbrojenie stanowił zsynchronizowany karabin maszynowy Vickers kal. 7,7 mm.

## Służba
Myśliwce Nieuport 23 stanowiły najliczniej produkowaną wersję półtorapłatów Nieuporta. Używało ich lotnictwo francuskie - Aéronautique Militaire pod wojskowym oznaczeniem Nieuport 23C1 począwszy od 1917 roku, jak również lotnictwo włoskie, belgijskie, brytyjskie i amerykańskie. Samoloty te dostarczono również Rosji, gdzie podjęto produkcję licencyjną w zakładach Duks w Moskwie. Samolotem tego typu latał trzeci na liście asów lotnictwa belgijskiego (Aviation Militaire Belge) - pilot Edmond Thieffry.

### Służba w lotnictwie polskim
W polskich formacjach lotniczych w Rosji używano siedmiu egzemplarzy samolotu Nieuport 23C1, które zostały włączone do wyposażenia 1. i 2. Polskiego Oddziału Awiacyjnego, podporządkowanego później II Korpusowi Polskiemu w Rosji pod dowództwem gen. Józefa Hallera. Dwa samoloty Nieuport 23 tego oddziału wsławiły się udziałem w grupowym przelocie pięciu polskich samolotów z Kamieńca Podolskiego do Kaniowa nad Dnieprem (długość trasy 410 km). Samoloty miały następnie dokonać jeszcze dłuższego lotu do Bobrujska, dlatego wyposażono je w dodatkowe zbiorniki paliwa na górnym płacie. Lot został jednak udaremniony wskutek przejęcia maszyn przez wojska niemieckie 11 maja 1918 roku.
Po odzyskaniu niepodległości zdobyto na froncie wschodnim kolejne siedem egzemplarzy tego modelu, z których większość przeleżała w magazynach. Używano tylko jednej maszyny o numerze 3191 (nr CWL 11.04) w 1. Eskadrze Wywiadowczej, a po wojnie wykorzystywano ją w Szkole Pilotów w Bydgoszczy. Po wycofaniu z eksploatacji w lotnictwie wojskowym samolot stał się eksponatem na wystawach lotniczych LOPP.